# Herrarnas K-2 1000 meter i kanotsport vid olympiska sommarspelen 2004
Herrarnas K-2 1000 meter vid olympiska sommarspelen 2004 hölls på Helliniko Olympic Complex i Aten. 

## Medaljörer
| Gren            | Guld                                    | Silver                                 | Brons                                        |
| K-2, 1000 meter | Sverige Markus Oscarsson Henrik Nilsson | Italien Antonio Rossi Beniamino Bonomi | Norge Eirik Verås Larsen Nils Olav Fjeldheim |

## Resultat

### Heat
| Heat 1 |                                                  |          |    |
| 1.     | Markus Oscarsson och Henrik Nilsson (SWE)        | 3:09.536 | QF |
| 2.     | Ben Fouhy och Steven Ferguson (NZL)              | 3:10.388 | QF |
| 3.     | Daniel Collins och David Rhodes (AUS)            | 3:11.272 | QF |
| 4.     | Javier Hernanz och Pablo Banos (ESP)             | 3:12.216 | QS |
| 5.     | Zoltán Benkő och István Beé (HUN)                | 3:13.340 | QS |
| 6.     | Antonio Rossi och Beniamino Bonomi (ITA)         | 3:14.060 | QS |
| 7.     | Jeffrey Smoke och Andrew Bussey (USA)            | 3:17.268 | QS |
| 8.     | Anatoli Tisjtjenko och Vladimir Grusjichin (RUS) | 3:22.332 | QS |
| Heat 2 |                                                  |          |    |
| 1.     | Eirik Verås Larsen och Nils Olav Fjeldheim (NOR) | 3:09.247 | QF |
| 2.     | Ian Wynne och Paul Darby Dowman (GBR)            | 3:10.819 | QF |
| 3.     | Jan Schäfer och Marco Herszel (GER)              | 3:11.627 | QF |
| 4.     | Wouter D'Haene och Bob Maesen (BEL)              | 3:14.447 | QS |
| 5.     | Lasse Nielsen och Mads Kongsgaard Madsen (DEN)   | 3:19.171 | QS |
| 6.     | Ognjen Filipović och Dragan Zorić (SCG)          | 3:19.299 | QS |
| 7.     | Yin Yijun och Wang Lei (CHN)                     | 3:21.279 | QS |
| 8.     | Danila Turtjin och Michail Tarasov (UZB)         | 3:24.031 |    |

### Semifinal
| 1. | Wouter D'Haene och Bob Maesen (BEL)              | 3:11.757 | QF |
| 2. | Antonio Rossi och Beniamino Bonomi (ITA)         | 3:12.597 | QF |
| 3. | Zoltán Benkő och István Beé (HUN)                | 3:13.609 | QF |
| 4. | Javier Hernanz och Pablo Banos (ESP)             | 3:13.701 |    |
| 5. | Anatoli Tisjtjenko och Vladimir Grusjichin (RUS) | 3:14.089 |    |
| 6. | Lasse Nielsen och Mads Kongsgaard Madsen (DEN)   | 3:15.417 |    |
| 7. | Jeffrey Smoke och Andrew Bussey (USA)            | 3:16.341 |    |
| 8. | Ognjen Filipović och Dragan Zorić (SCG)          | 3:58.793 |    |
|    | Yin Yijun och Wang Lei (CHN)                     | DSQ      |    |

China, competing in Lane 1, was disqualified for competing too close to the buoy line from the 950 meter mark to the finish.

### Final
| Gold   | Markus Oscarsson och Henrik Nilsson (SWE)        | 3:18.420 |
| Silver | Antonio Rossi och Beniamino Bonomi (ITA)         | 3:19.484 |
| Bronze | Eirik Verås Larsen och Nils Olav Fjeldheim (NOR) | 3:19.528 |
| 4.     | Daniel Collins och David Rhodes (AUS)            | 3:19.956 |
| 5.     | Wouter D'Haene och Bob Maesen (BEL)              | 3:20.196 |
| 6.     | Jan Schäfer och Marco Herszel (GER)              | 3:20.548 |
| 7.     | Ian Wynne och Paul Darby Dowman (GBR)            | 3:20.848 |
| 8.     | Ben Fouhy och Steven Ferguson (NZL)              | 3:21.336 |
| 9.     | Zoltán Benkő och István Beé (HUN)                | 3:27.996 |